# Ліберті (Нью-Йорк)
Ліберті (англ. Liberty) — місто (англ. town) в США, в окрузі Салліван штату Нью-Йорк. Населення — 10 159 осіб (2020).

## Демографія
Згідно з переписом 2010 року, у місті мешкало 9885 осіб у 3883 домогосподарствах у складі 2332 родин. Було 5495 помешкань
Расовий склад населення:
| - 77,8 % — білих - 9,3 % — чорних або афроамериканців - 1,5 % — азіатів - 0,6 % — корінних американців - 7,5 % — осіб інших рас |

До двох чи більше рас належало 3,2 %. Частка іспаномовних становила 18,8 % від усіх жителів.
За віковим діапазоном населення розподілялося таким чином: 21,7 % — особи молодші 18 років, 62,5 % — особи у віці 18—64 років, 15,8 % — особи у віці 65 років та старші. Медіана віку мешканця становила 41,7 року. На 100 осіб жіночої статі у місті припадало 99,0 чоловіків;  на 100 жінок у віці від 18 років та старших — 99,5 чоловіків також старших 18 років.
Середній дохід на одне домашнє господарство  становив 63 082 долари США (медіана — 41 048), а середній дохід на одну сім'ю — 70 969 доларів (медіана — 56 802). Медіана доходів становила 41 280 доларів для чоловіків та 36 230 доларів для жінок. За межею бідності перебувало 17,2 % осіб, у тому числі 16,7 % дітей у віці до 18 років та 16,9 % осіб у віці 65 років та старших.
Цивільне працевлаштоване населення становило 3908 осіб. Основні галузі зайнятості: освіта, охорона здоров'я та соціальна допомога — 34,5 %, роздрібна торгівля — 10,1 %, будівництво — 8,8 %, мистецтво, розваги та відпочинок — 8,3 %.